# 托马斯·聚德霍夫
托马斯·聚德霍夫（德語：Thomas C. Südhof，1955年12月22日—），美籍德国生物化學家，以研究突触传递知名。

## 生平
聚德霍夫生于德国哥廷根。童年时光在哥廷根与汉诺威度过。年轻时曾学习过音乐，尤其是巴松，并于1975年毕业于汉诺威的瓦尔道夫音乐学校。他认为他的音乐老师 Herbert Tauscher 是对他"影响最大的老师".
聚德霍夫先后在亚琛工业大学、哈佛大学和哥廷根大学学习医学，并在哥廷根的马克斯·普朗克生物物理化学研究所攻读博士学位，于1982年取得哥廷根大学医学博士学位。在马普所度过了短暂的博士后时光后，聚德霍夫于1983转去美国, 在德克萨斯大学卫生科学中心分子基因学系从事博士后研究工作。
聚德霍夫于1986年完成了博士后研究工作并成为霍华德·休格斯医学研究所的科学家。他在德克萨斯大学西南医学中心获得了独立实验室并在此工作了二十多年。
2008年，聚德霍夫转往斯坦福大学，目前是该校医学院的阿芙兰姆·哥尔特·斯泰因讲席教授。
自1986年以来，聚德霍夫博士的研究已经阐明了许多主要的蛋白介导突触前功能。2013年，他和理查德·舍勒分享了拉斯克基础医学奖；同年又获得诺贝尔生理学和医学奖。

## 家庭
夫人陈路（Lu Chen）来自中国江苏无锡，神经生物学家，美国斯坦福大学神经外科学副教授。